# Sri Kayu
Sri Kayu is een bestuurslaag in het regentschap Aceh Singkil van de provincie Atjeh, Indonesië. Sri Kayu telt 1207 inwoners (volkstelling 2010).